# トランス・ブラジル航空
トランス・ブラジル航空（-こうくう、Transbrasil）は、ブラジルの航空会社。2001年12月に運航停止し消滅した。

## 概要

### 設立

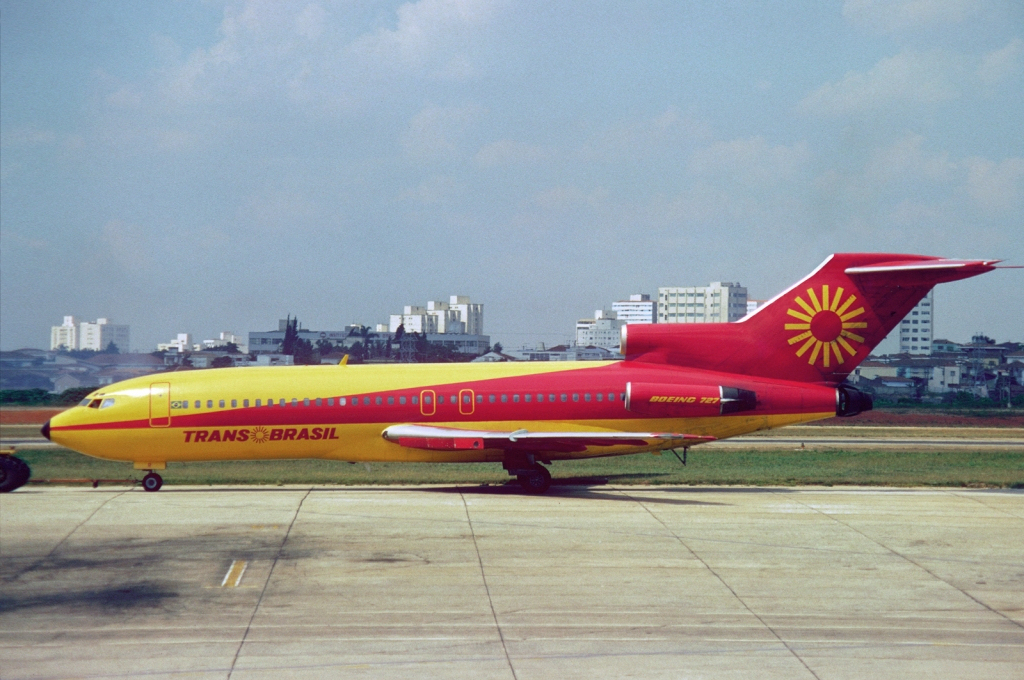
ボーイング727-100型機

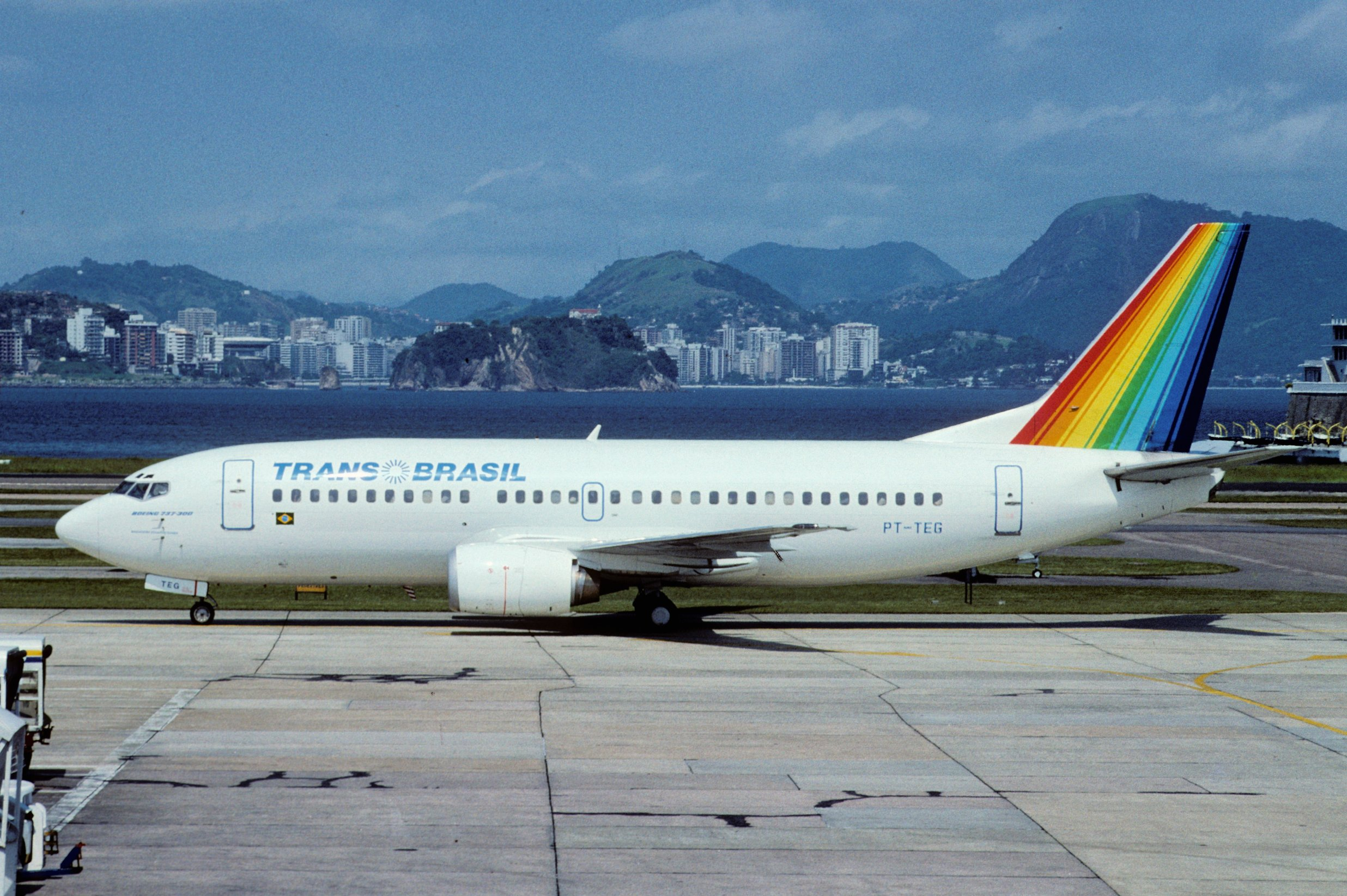
ボーイング737-300型機

1955年にブラジルの精肉、食品大手のサディア社のオマール・フォンタナにより「Sadia Linhas Aereas（サディア航空）」として設立され、運航を開始した。
最初はダグラス DC-3により、工場のあるフロリアノーポリスとブラジル最大の都市で消費市場でもあるサンパウロの間を、自社製品及びその原料を運ぶ貨物便と旅客便を運航した。

### 規模拡大
1962年に、地方航空会社の「トランスポルテス・アエレオス・サルバドール」を吸収合併し規模を拡大した。1970年に初のジェット機であるBAC 1-11を導入し、国内幹線への本格的参入を果たした。
1972年には社名を「トランス・ブラジル航空」と変更するとともに、本拠地をフロリアノーポリスから1960年以降ブラジルの首都となったとなったブラジリアに移し、ハブ空港とした。1974年にはボーイング727を導入し同時にカラフルな塗装を導入した。
その後アルゼンチンやパラグアイへの近距離国際線にも参入し、さらに新たな塗装を導入。1980年代にはヴァリグ・ブラジル航空やVASP航空などと並ぶブラジル有数の規模の航空会社となった。

### ブラジル第2の国際線規模
1982年には中古機ではあるが、初の長距離用機材であるボーイング707を購入し、スペインのマドリードやアメリカのマイアミ、ニューヨークに乗り入れた。さらに国際線機材が足りなくなったためにボーイング707を追加導入し、最終的には貨物機（子会社のアエロブラジル航空の運航）を含め10機購入した。
翌1983年には最新機材のボーイング767-200を導入するとともに、ウィーンやアムステルダム、ワシントンD.Cや北京にも路線を拡大した。また1986年にはボーイング767-300を導入し、この頃にはブラジル第2の国際線航空会社となった。
また国内線にはこれまで使用していたボーイング727-100の代替として、1986年にはボーイング737-3/400を導入し、ボーイング727-200と併せて国内線路線網も拡大した。

### 運航停止
しかし、急激に規模を拡大したことによる採算性の悪化と、ヴァリグ・ブラジル航空やTAM航空、ゴル航空などとの国内線の競争激化、さらにアメリカ同時多発テロ事件による乗客数低下により経営不振に陥り、2001年12月に運航を停止した。

### 裁判結審
その後ブラジル政府との間に裁判となり、その間ブラジルの主要空港にボーイング767などの所有機が数年間放置されていた。2009年10月に裁判が結審しトランス・ブラジル航空は解散した。

## 運航機材
- ボーイング707-320
- ボーイング727-100/-200

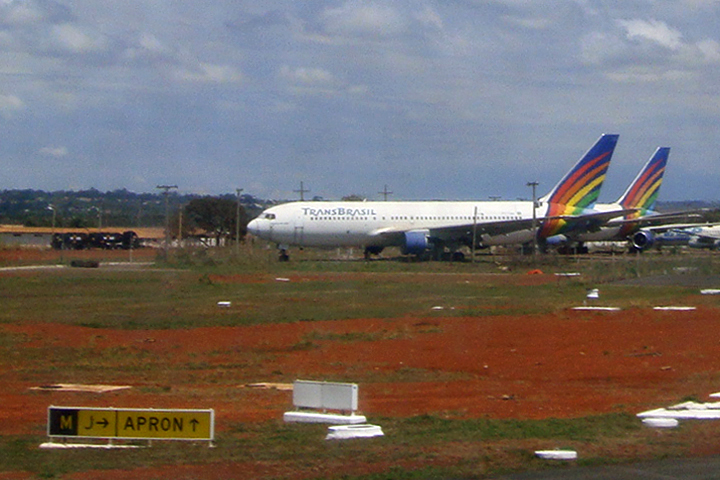
ボーイング767型機（最終塗装）

- ボーイング737-200/-300/-400/-500
- ボーイング767-200/-300
- ダグラス DC-3
- カーチス C-46
- エンブラエル・EMB-110 バンデイランテ
- ダート・ヘラルド
- BAC 1-11

## 主な就航地

### 国内
- サンパウロ（コンゴニアス国際空港、グアルーリョス国際空港）
- リオ・デ・ジャネイロ（ガレオン国際空港）
- クリチバ
- ベロオリゾンテ
- レシフェ
- ポルトアレグレ
- ブラジリア
- マナウス
- サルバドール
- フォルタレーザ

### 国際線
- ブエノスアイレス
- マドリード
- アムステルダム
- ウィーン
- マイアミ
- ニューヨーク

## 事故
- トランス・ブラジル航空801便墜落事故
- トランス・ブラジル航空303便墜落事故